# 다카나와 게이트웨이역
다카나와 게이트웨이역(일본어: 高輪ゲートウェイ駅、たかなわゲートウェイえき)
(영어: Takanawa Gateway Station)은 일본 도쿄도 미나토구에 있는 동일본 여객철도 야마노테 선 및 게이힌 도호쿠 선의 역이다.

## 타는 곳

### 동일본 여객철도
|  |  |  |  |  |  |

|  |  |  |  |  |  |

|  |  |  |  |  |  |

|  |  |  |  |  |  |

|  | fexSTRg | fexSTRf | fSTRg | fSTRf |  |

|  |  |  |  |  |  |

|  |  |  |  |  |  |

|  |  |  |  |  |  |

|  |  |  |  |  |  |

|  | fexSTRg | fexSTRf | fSTRg | fSTRf |  |

↑ 다마치 · 다바타 · 오미야 방면
| １２ | | ３４ |
시나가와 · 이케부쿠로 · 오후나 방면 ↓
| 1 | 야마노테 선      | 내선순환 | 다마치 · 도쿄 · 우에노 · 스가모 방면         |
| 2 | 야마노테 선      | 외선순환 | 시나가와 · 시부야 · 신주쿠 · 이케부쿠로 방면 |
| 3 | 게이힌 도호쿠 선 | 북행     | 도쿄 · 우에노 · 아카바네 · 오미야 방면       |
| 4 | 게이힌 도호쿠 선 | 남행     | 시나가와 · 가와사키 · 요코하마 · 오후나 방면 |

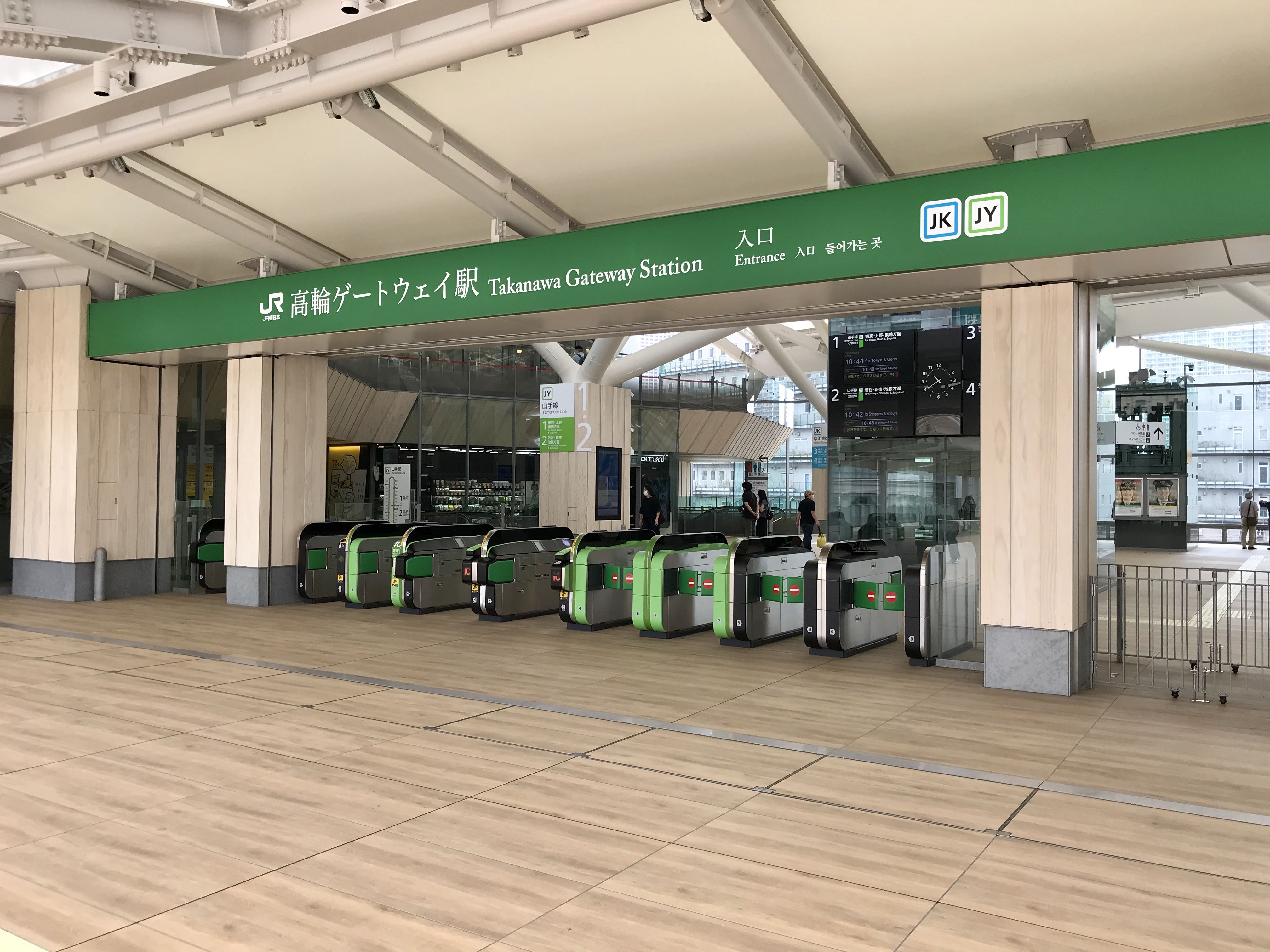
개찰구 (2020년 6월 3일)
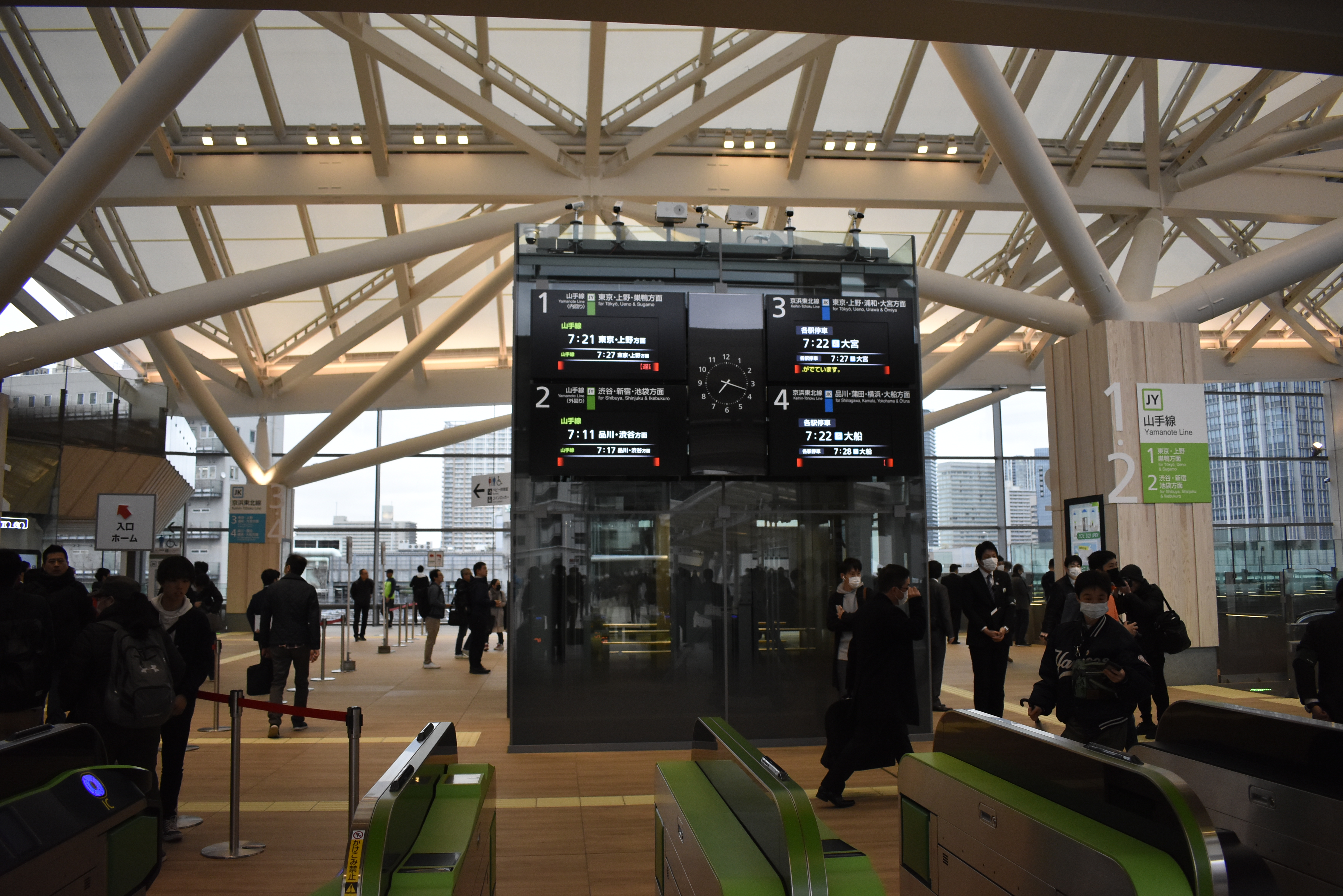
콩코스 (2020년 3월 14일)
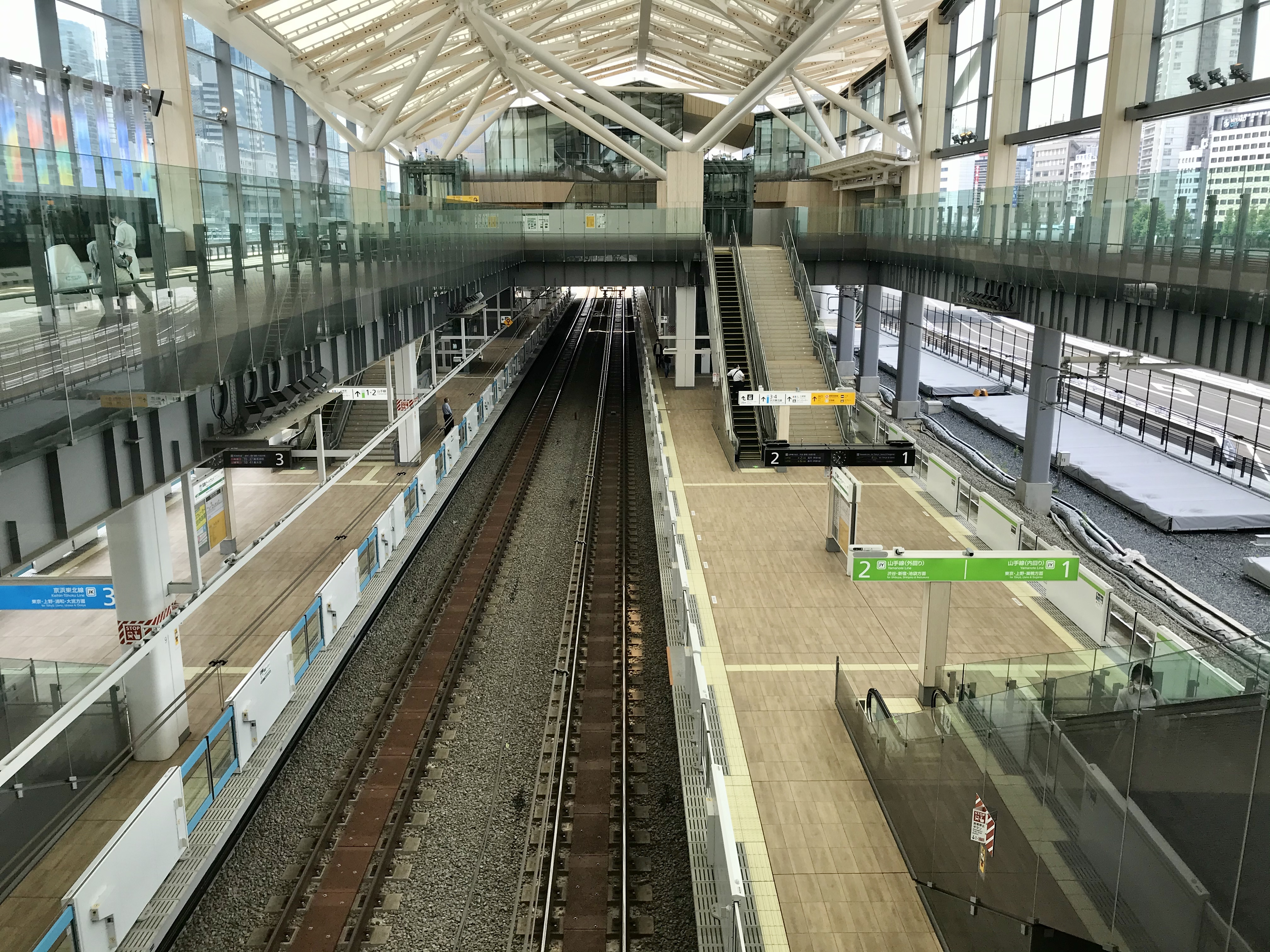
콩코스에서 1층 승강장 보기 (2020년 6월 3일)
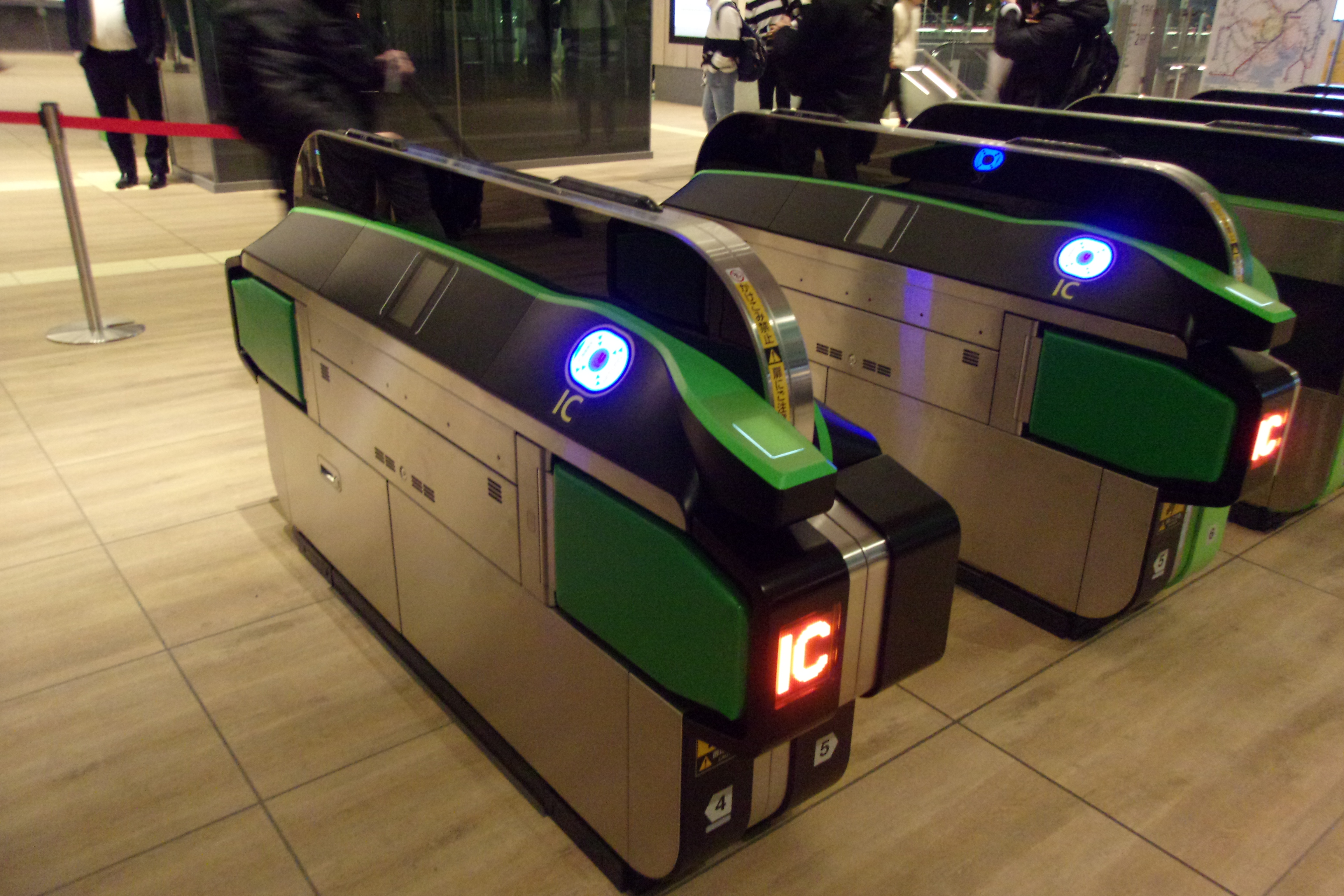
실증실험중인 신형자동개찰기
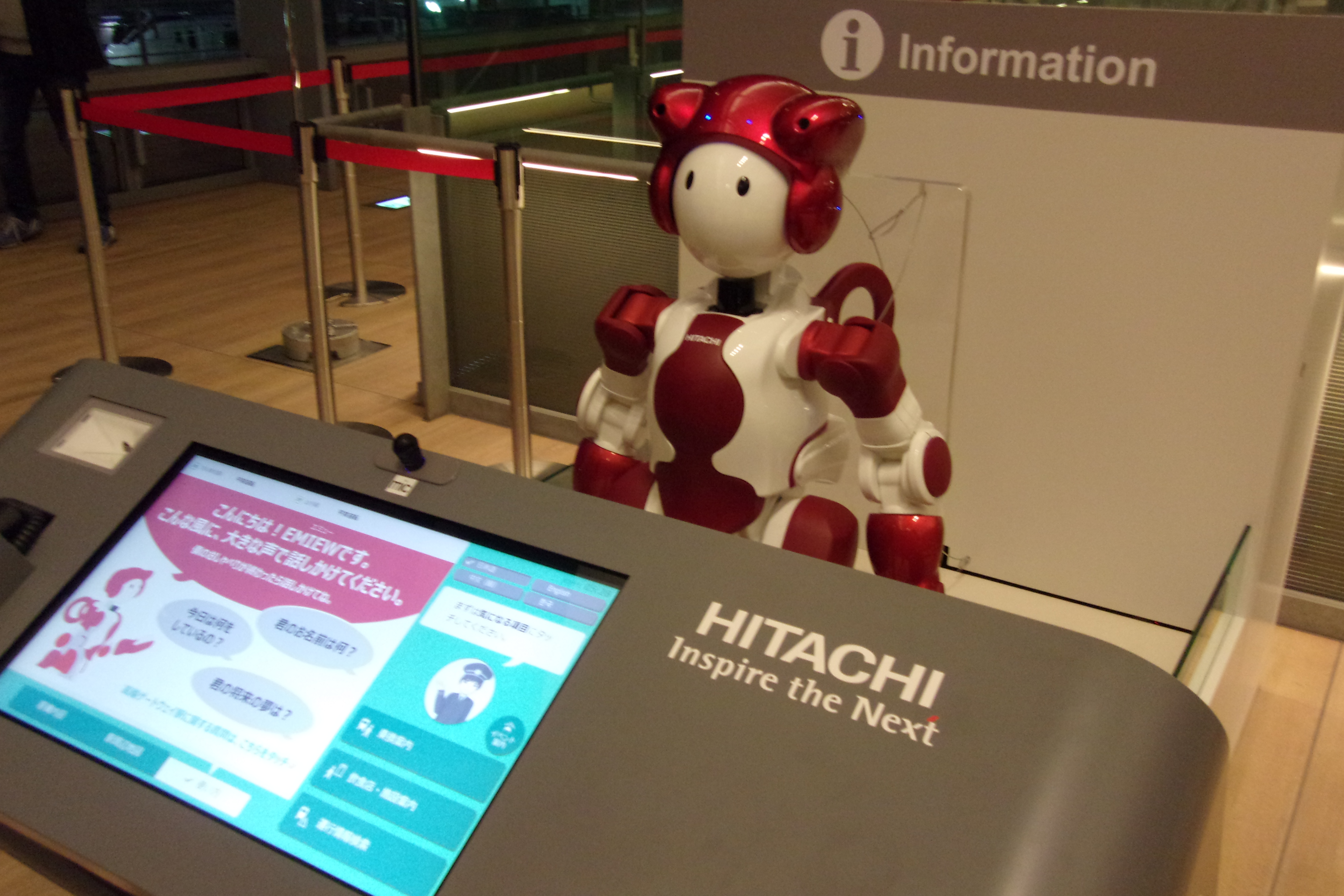
인포메이션로보

## 역 주변
- 센가쿠지 역

## 갤러리

### 공사중인 모습

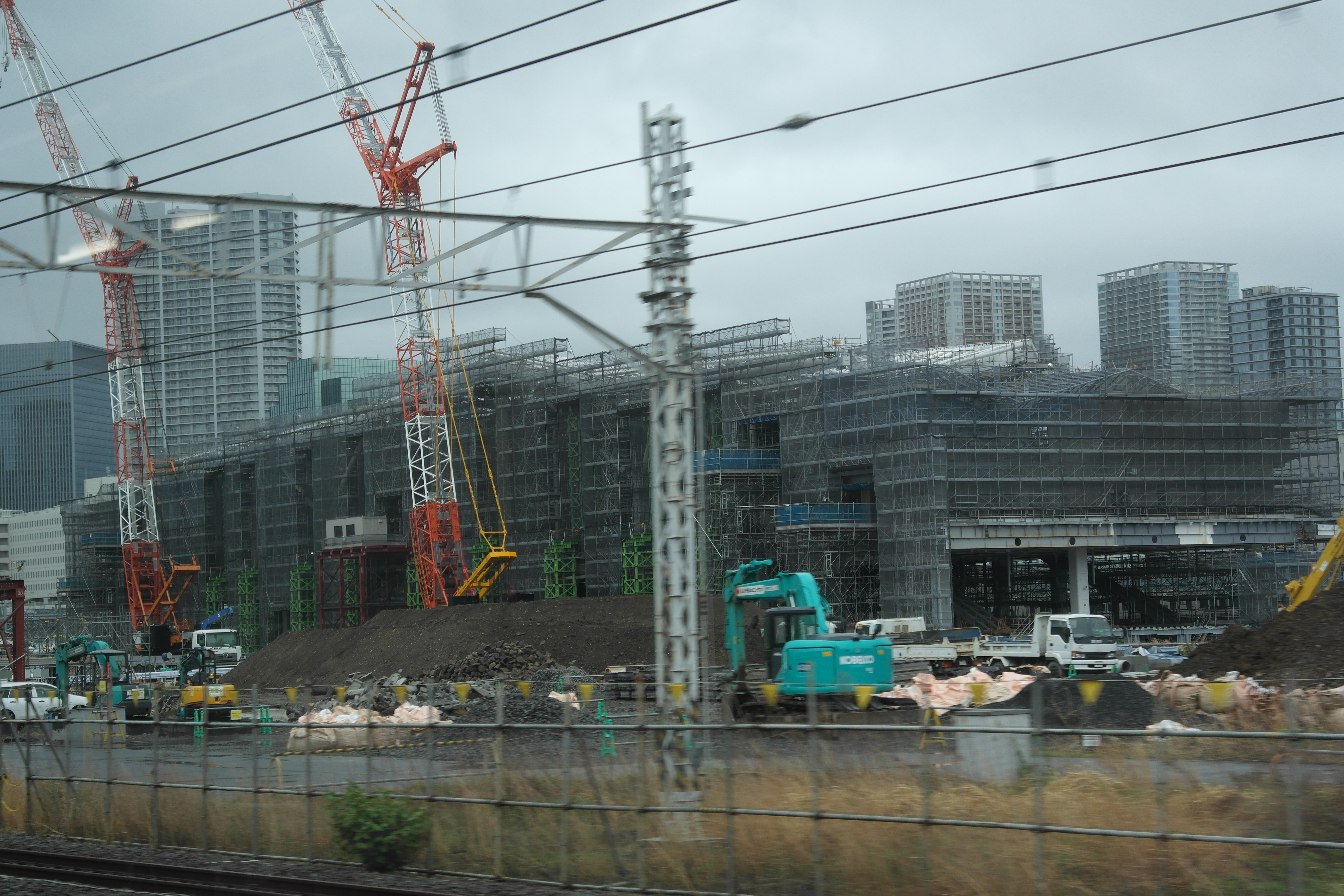
2018년 4월 15일 촬영 역사공사
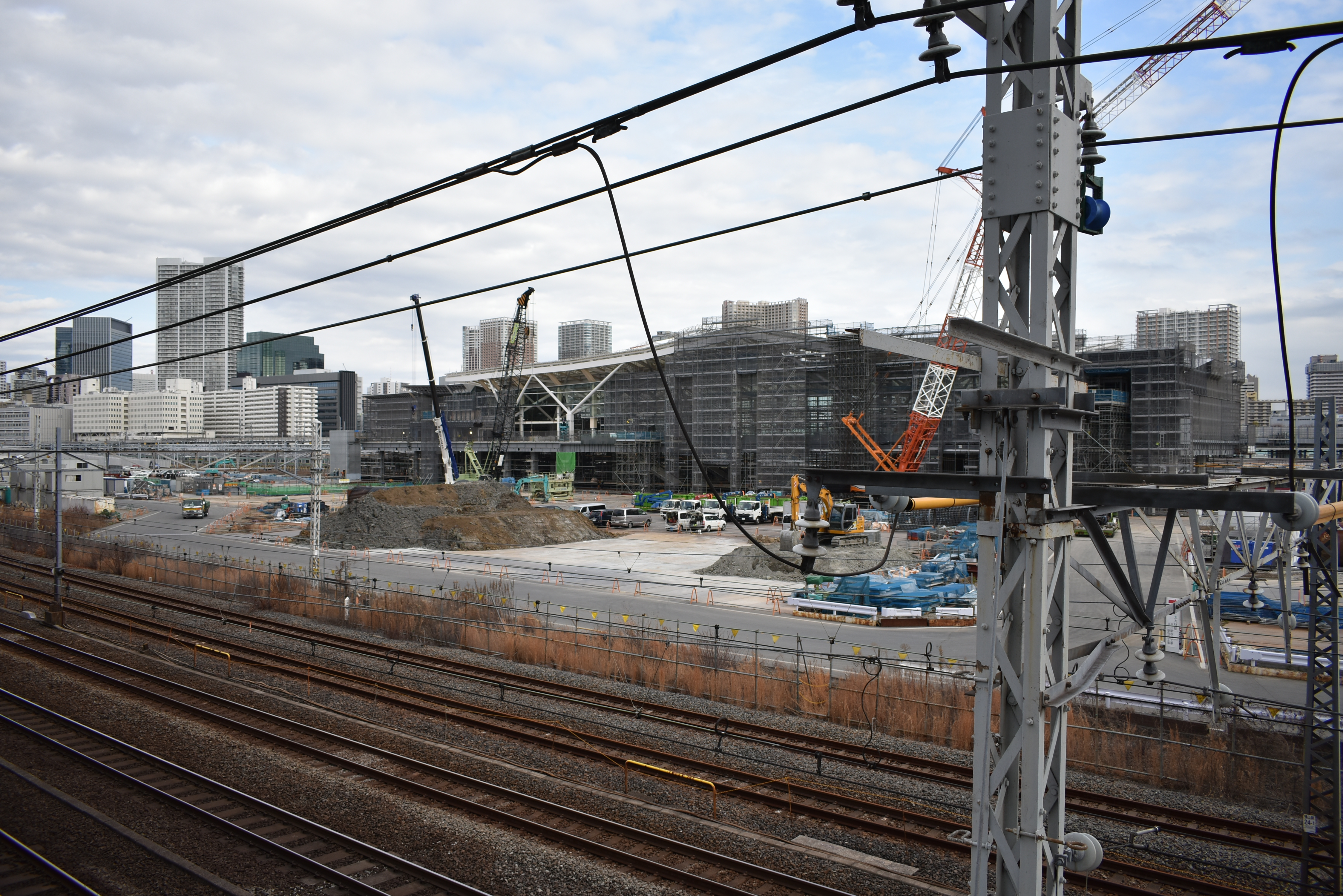
2019년 1월 25일 촬영 동좌
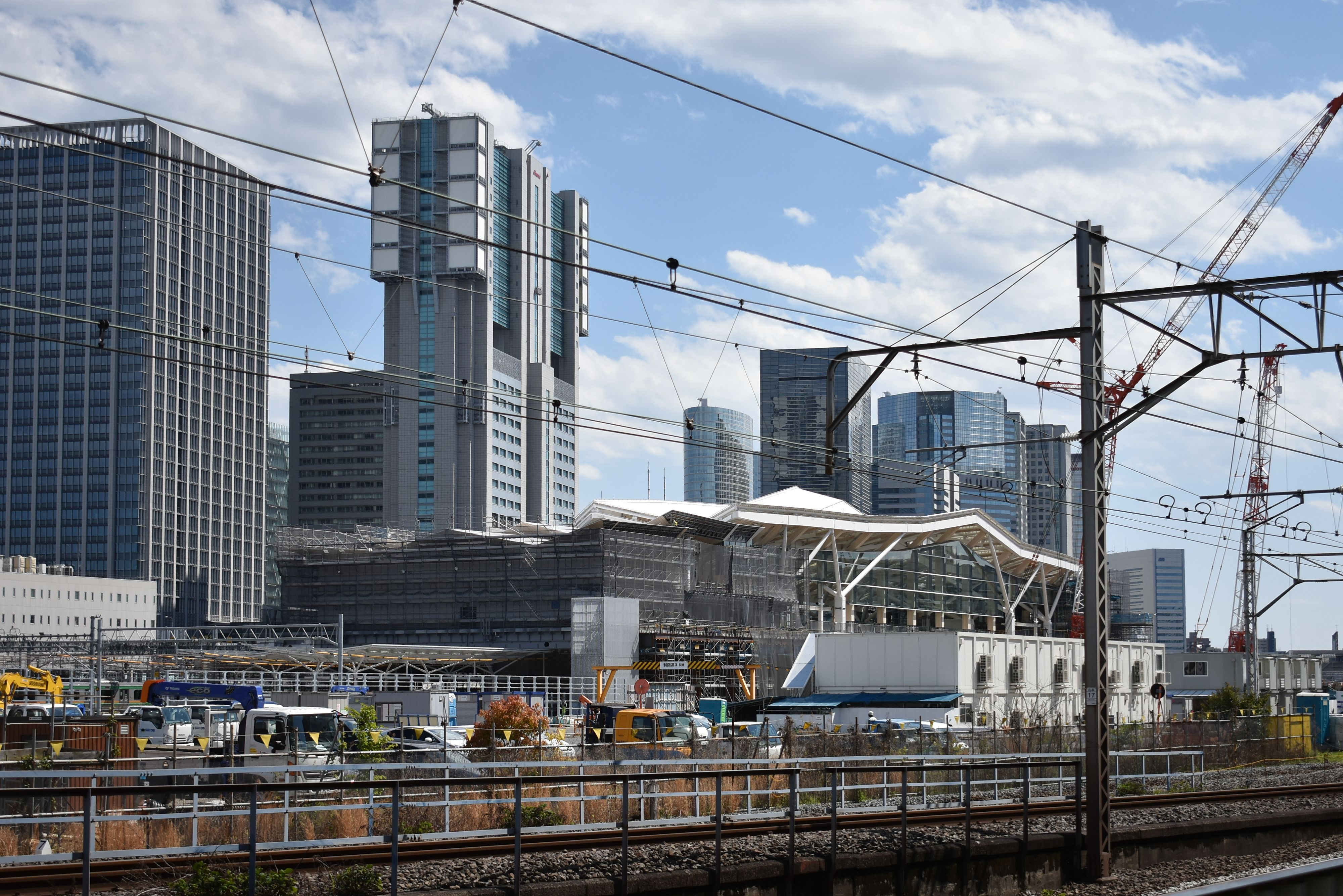
2019년 4월 15일 촬영 동좌
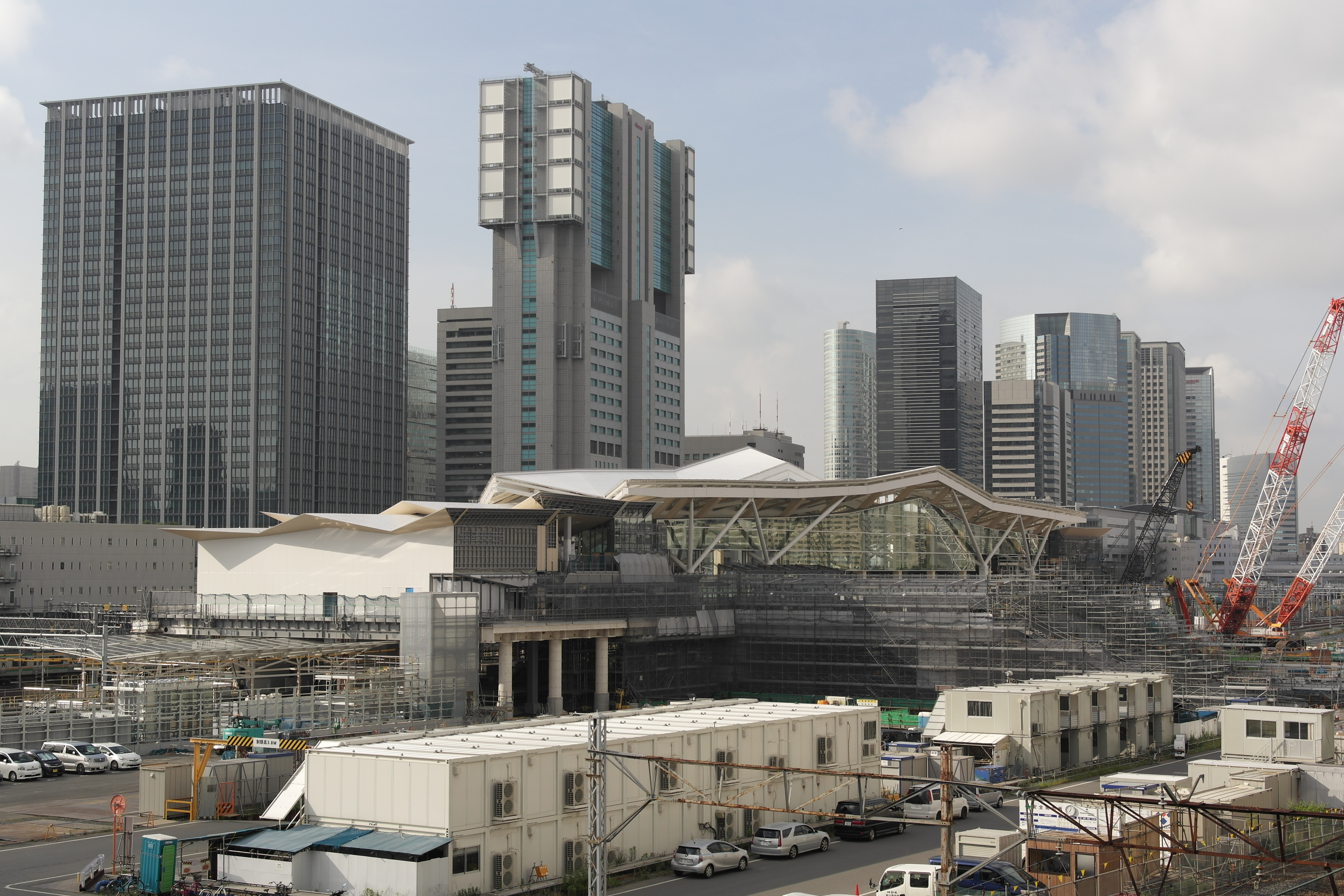
2019년 6월 14일 촬영 동좌
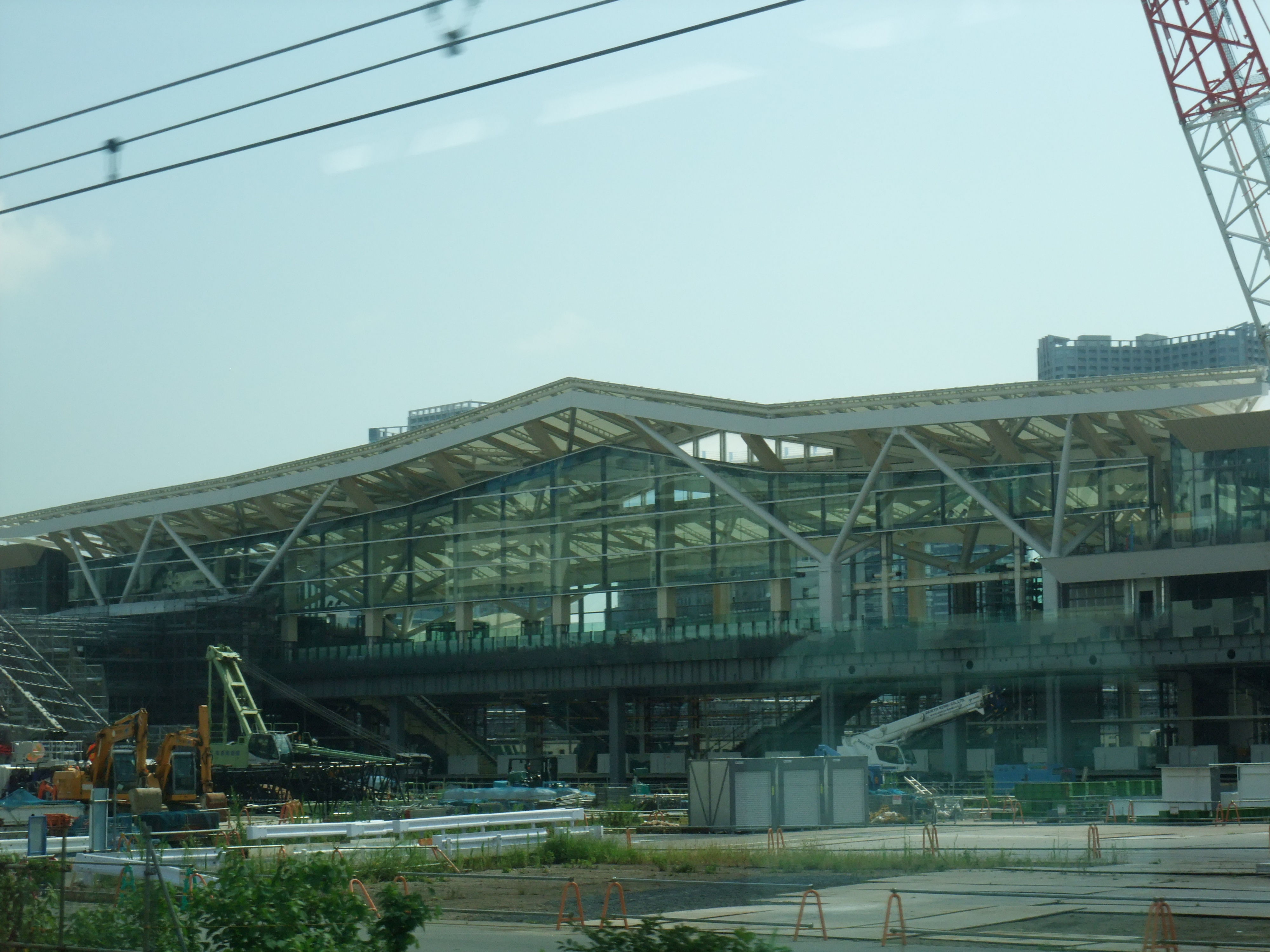
2019년 8월 4일 촬영 동좌
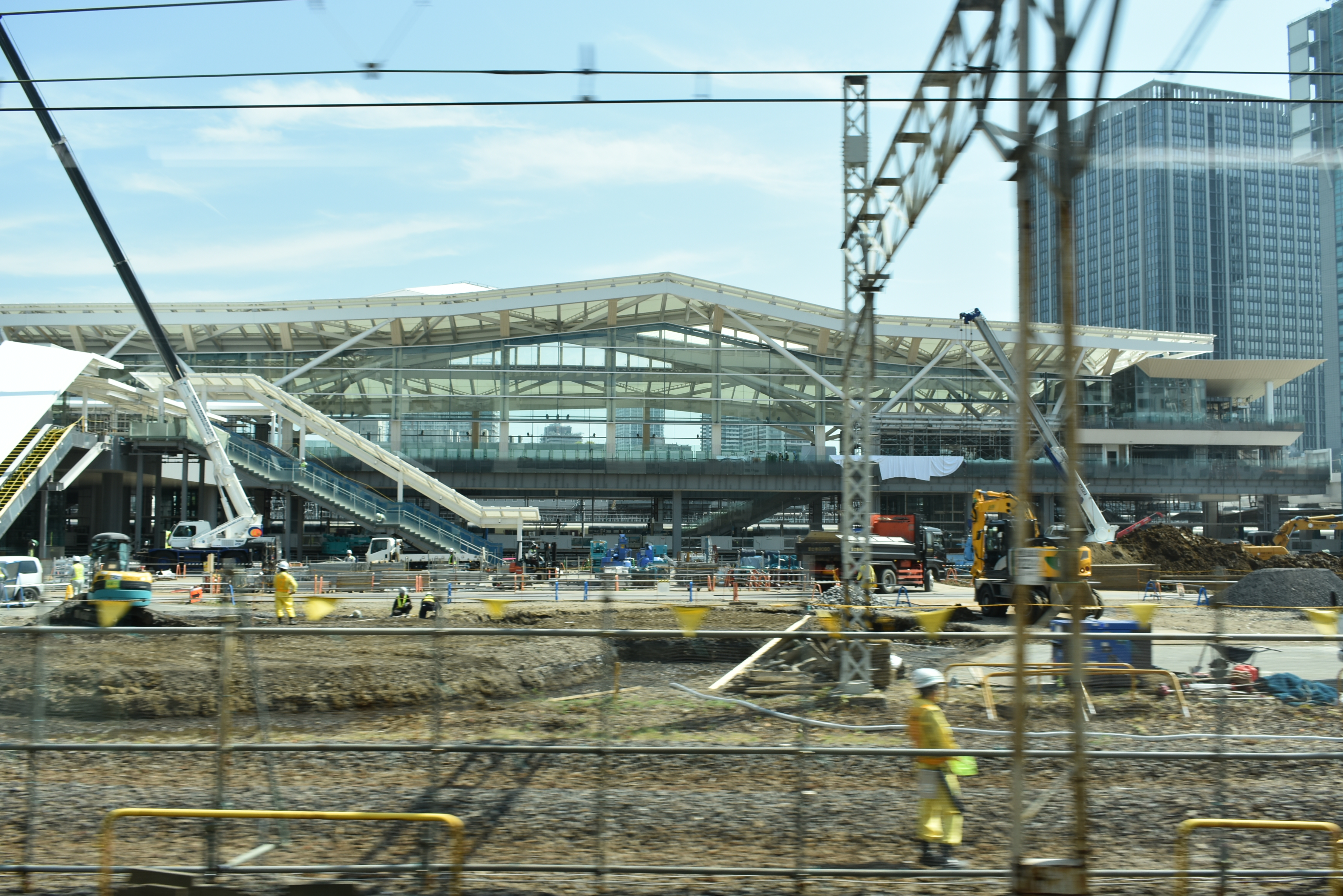
2019년 9월 27일 촬영 동좌

### 완성후

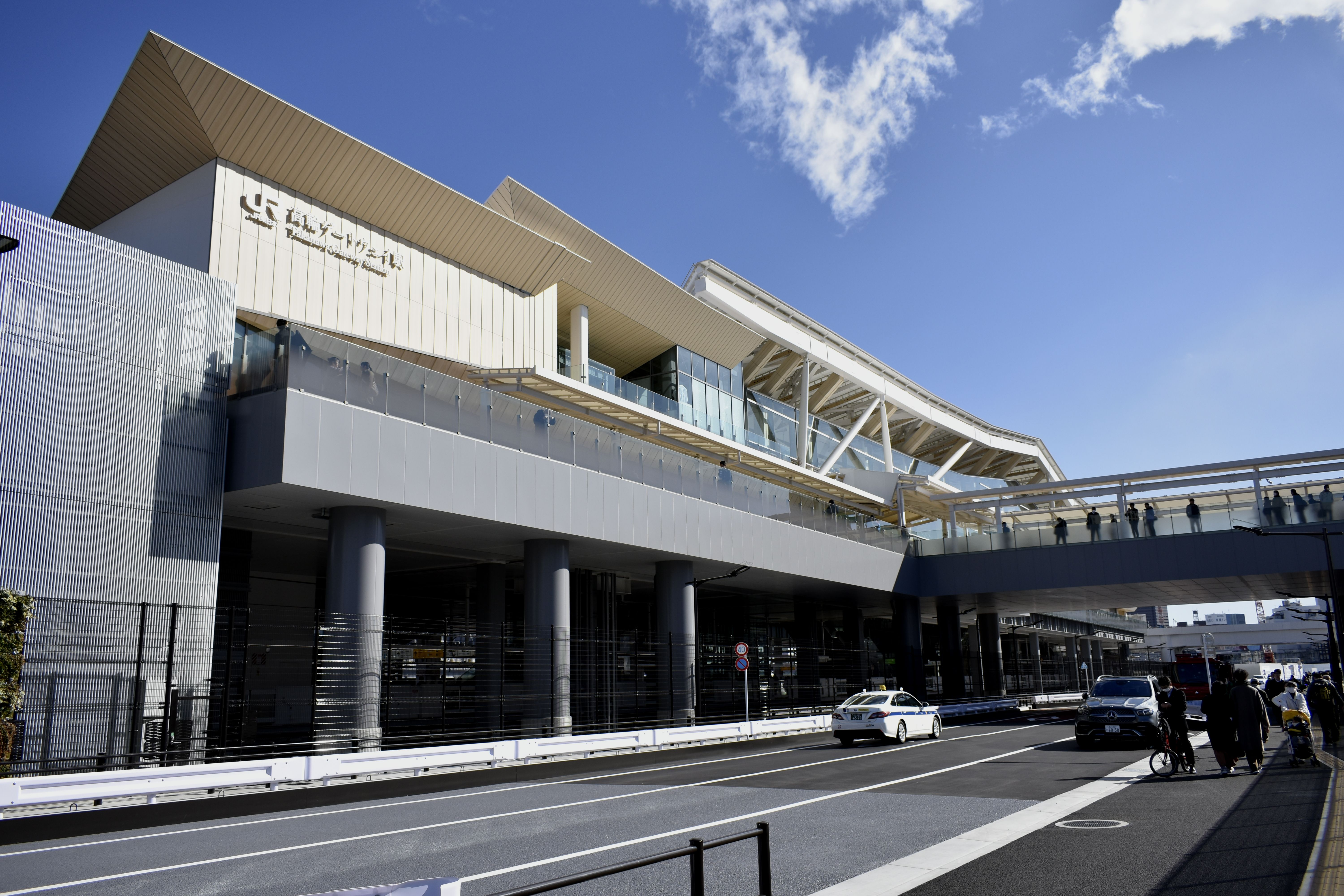
2020년 3월 16일 촬영 북서쪽 (다마치역 쪽)에서 본 방향
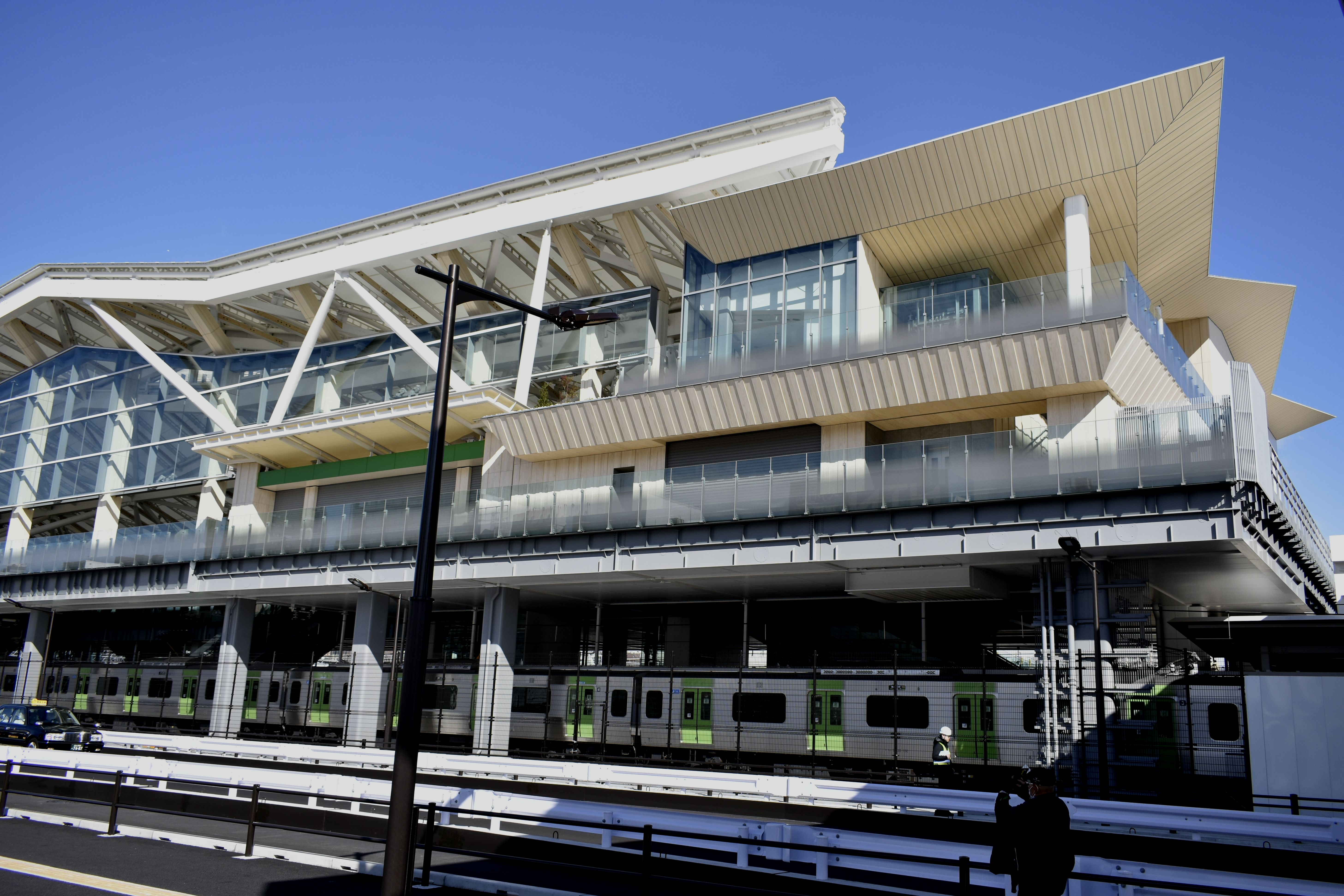
2020년 3월 16일 촬영 남서쪽 (시나가와역쪽)에서 본 방향
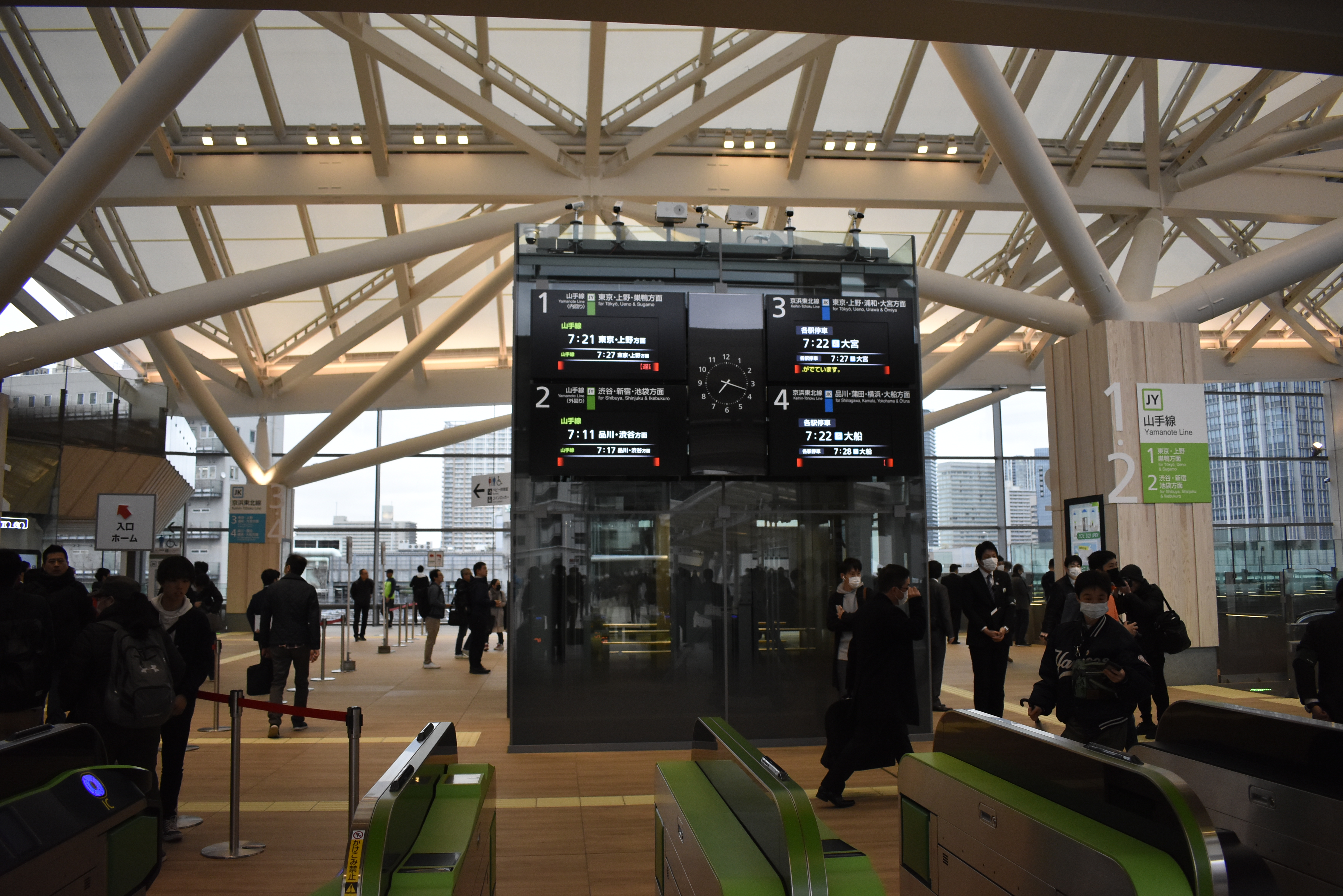
2020년 3월 14일 촬영 개찰구에서 2층 콩코스 보기
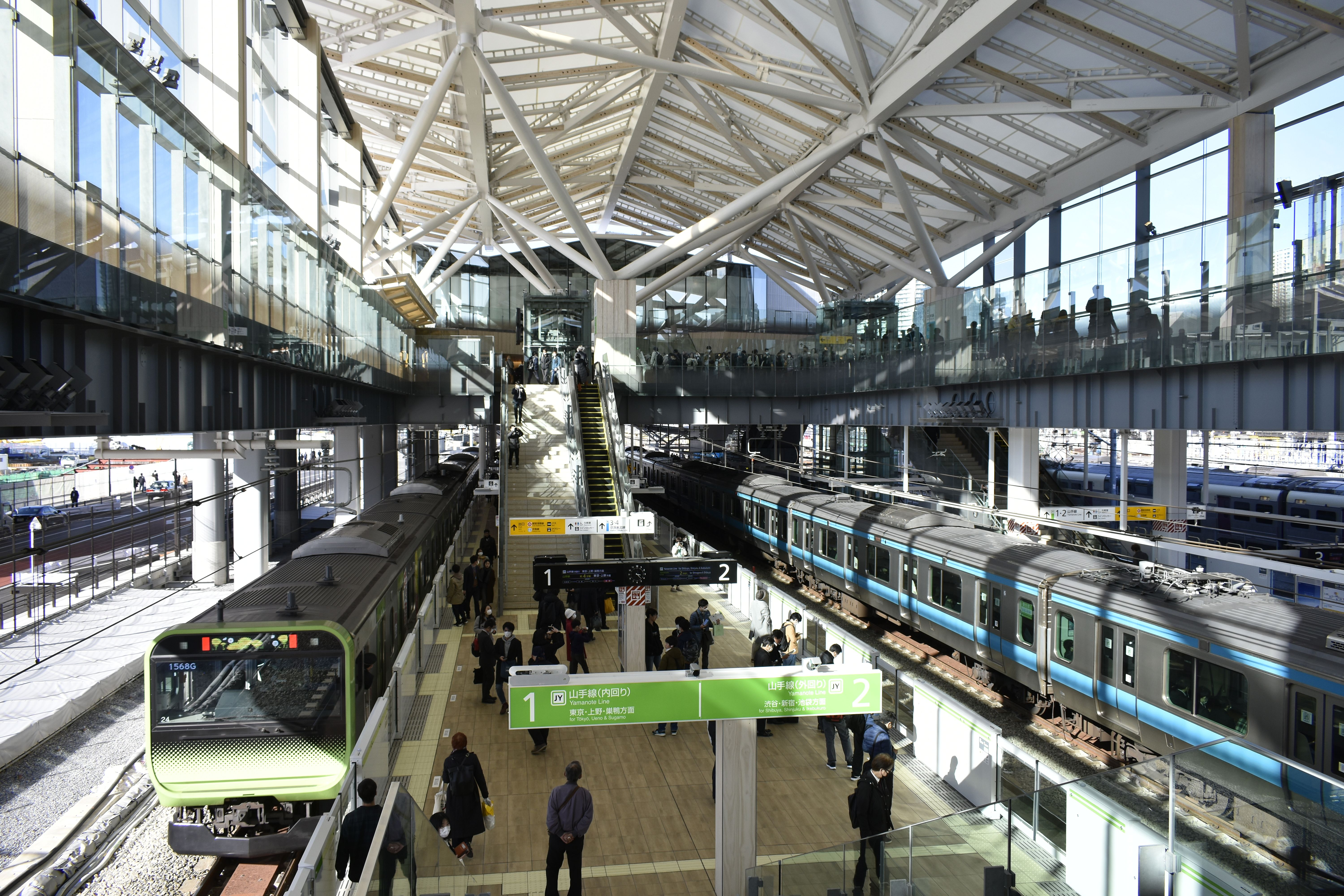
2020년 3월 16일 촬영 남측계단오락장에서 1층 승강장 보기
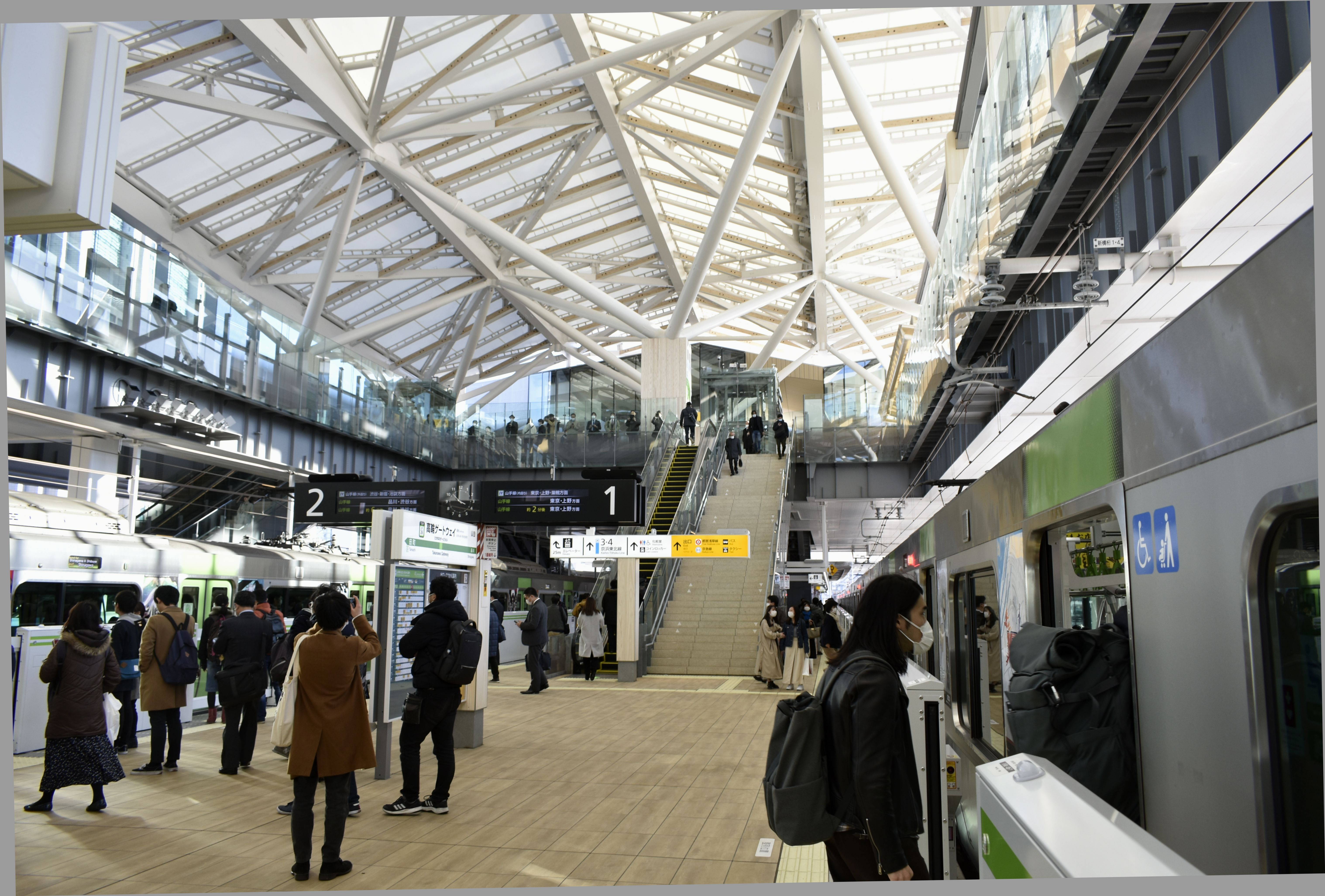
2020년 3월 16일 촬영 야마테선외선 순환 승강장에서 2층 콩코스 보기
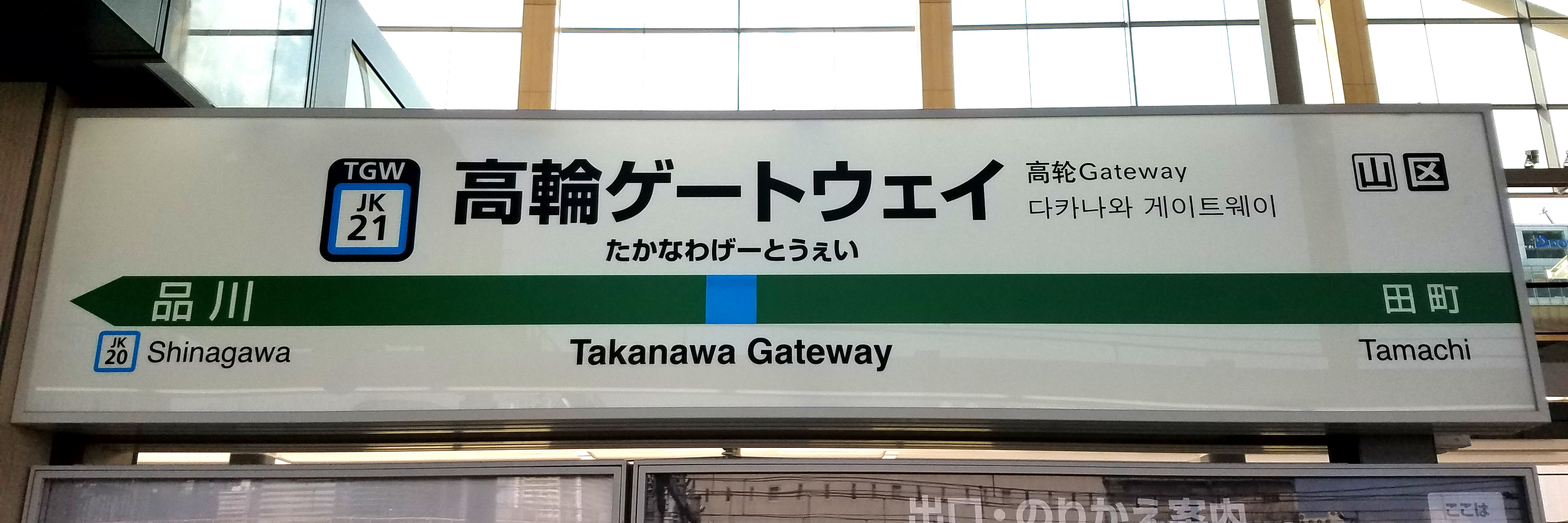
게이힌도호쿠선 역명판

## 같이 보기
- 센가쿠지역

| 동일본 여객철도 도카이도 본선 | 동일본 여객철도 도카이도 본선 | 동일본 여객철도 도카이도 본선 |
| ----------------------------- | ----------------------------- | ----------------------------- |
| JK 22 다마치 오미야 방면      | 게이힌 도호쿠 선              | 시나가와 JK 20 오후나 방면    |
| JY 27 다마치 내선 순환        | 야마노테 선                   | 시나가와 JY 25 외선 순환      |